# Henryk Wieczorek
Henryk Piotr Wieczorek (Chorzów, 1949. december 14. –), lengyel válogatott labdarúgó.
A lengyel válogatott tagjaként részt vett az 1974-es és az 1976. évi nyári olimpiai játékokon.

## Sikerei, díjai
Lengyelország
- Világbajnoki bronzérmes (1): 1974
- Olimpiai ezüstérmes (1): 1976